# Washington Open 2025 - Doppio femminile
Il doppio femminile del torneo di tennis professionistico Washington Open 2025, facente parte della categoria WTA 500 nell'ambito del WTA Tour 2025, si è giocato al William H.G. FitzGerald Tennis Center di Washington, negli Stati Uniti dal 21 al 26 luglio 2025.
Asia Muhammad e Taylor Townsend erano le campionesse in carica, ma hanno scelto di partecipare con compagne diverse. Muhammad ha fatto coppia con Erin Routliffe, ma sono state sconfitte in semifinale da Caroline Dolehide e Sofia Kenin; Townsend ha fatto coppia con Zhang Shuai e si è riconfermata campionessa sconfiggendo in finale Caroline Dolehide e Sofia Kenin con il punteggio di 6-1, 6-1. É il decimo titolo in carriera per Townsend, il terzo stagionale e il quinto WTA 500, per Zhang è il quindicesimo titolo in carriera, il primo stagionale e il terzo WTA 500; inoltre, questo è il primo titolo per la coppia. Questa è la prima finale in doppio per Kenin dal Miami Open 2024.
Townsend conquista il primato della classifica WTA di doppio, scavalcando Kateřina Siniaková, in seguito al raggiungimento della finale, diventando la cinquantesima tennista a riuscirci e la prima madre di sempre a farlo.

## Teste di serie
1. Asia Muhammad /  Erin Routliffe (semifinale)
2. Taylor Townsend /  Zhang Shuai (Campionesse)

1. Chan Hao-ching /  Jiang Xinyu (quarti di finale)
2. Tereza Mihalíková /  Olivia Nicholls (primo turno)

## Wildcard
1. Hailey Baptiste /  Venus Williams (quarti di finale)

1. Eugenie Bouchard /  Clervie Ngounoue (primo turno)

## Ranking protetto
1. Kamilla Rachimova /  Galina Voskoboeva (primo turno)

## Tabellone

### Legenda
| - Q = Qualificato - WC = Wild card - LL = Lucky loser | - ALT = Alternate - SE = Special Exempt - PR = Protected Ranking | - w/o = Walkover - r = Ritirato - d = Squalificato |

|  | Primo turno | Primo turno                 | Primo turno                 | Primo turno | Primo turno |  |  | Quarti di finale | Quarti di finale       | Quarti di finale      | Quarti di finale   | Quarti di finale   |   |   | Semifinali | Semifinali                    | Semifinali                    | Semifinali                  | Semifinali                  |   |   | Finale | Finale | Finale | Finale | Finale |  |
|  |             |                             |                             |             |             |  |  |                  |                        |                       |                    |                    |   |   |            |                               |                               |                             |                             |   |   |        |        |        |        |        |  |
|  | 1           | A Muhammad E Routliffe      | 6                           | 4           | [12]        |  |  |                  |                        |                       |                    |                    |   |   |            |                               |                               |                             |                             |   |   |        |        |        |        |        |  |
|  |             | U Eikeri E Hozumi           | 1                           | 6           | [10]        |  |  | 1                | A Muhammad E Routliffe | 6                     | 5                  | [10]               |   |   |            |                               |                               |                             |                             |   |   |        |        |        |        |        |  |
|  |             | Y Xu Z Yang                 | Y Xu Z Yang                 | 6           | 6           |  |  |                  | Y Xu Z Yang            | 2                     | 7                  | [7]                |   |   |            |                               |                               |                             |                             |   |   |        |        |        |        |        |  |
|  |             | M Joint E Perez             | M Joint E Perez             | 4           | 4           |  |  |                  |                        |                       |                    |                    |   |   | 1          | A Muhammad E Routliffe        | A Muhammad E Routliffe        | 64                          | 4                           |   |   |        |        |        |        |        |  |
|  | 3           | H-c Chan X Jiang            | H-c Chan X Jiang            | 6           | 7           |  |  |                  |                        |                       | C Dolehide S Kenin | C Dolehide S Kenin | 7 | 6 |            |                               |                               |                             |                             |   |   |        |        |        |        |        |  |
|  |             | K Kawa S Santamaria         | K Kawa S Santamaria         | 1           | 64          |  |  | 3                | H-c Chan X Jiang       | H-c Chan X Jiang      | 3                  | 4                  |   |   |            |                               |                               |                             |                             |   |   |        |        |        |        |        |  |
|  |             | C Dolehide S Kenin          | C Dolehide S Kenin          | 7           | 6           |  |  |                  | C Dolehide S Kenin     | C Dolehide S Kenin    | 6                  | 6                  |   |   |            |                               |                               |                             |                             |   |   |        |        |        |        |        |  |
|  | PR          | K Rachimova G Voskoboeva    | K Rachimova G Voskoboeva    | 5           | 3           |  |  |                  |                        |                       |                    |                    |   |   |            | Caroline Dolehide Sofia Kenin | Caroline Dolehide Sofia Kenin | 1                           | 1                           |   |   |        |        |        |        |        |  |
|  |             | G Olmos A Sutjiadi          | 7                           | 2           | [12]        |  |  |                  |                        |                       |                    |                    |   |   |            |                               | 2                             | Taylor Townsend Zhang Shuai | Taylor Townsend Zhang Shuai | 6 | 6 |        |        |        |        |        |  |
|  |             | M Katō F-h Wu               | 5                           | 6           | [10]        |  |  |                  | G Olmos A Sutjiadi     | G Olmos A Sutjiadi    | 6                  | 4                  |   |   |            |                               |                               |                             |                             |   |   |        |        |        |        |        |  |
|  |             | E Raducanu E Rybakina       | 2                           | 7           | [11]        |  |  |                  | E Raducanu E Rybakina  | E Raducanu E Rybakina | 7                  | 6                  |   |   |            |                               |                               |                             |                             |   |   |        |        |        |        |        |  |
|  | 4           | T Mihalíková O Nicholls     | 6                           | 64          | [9]         |  |  |                  |                        |                       |                    |                    |   |   |            | E Raducanu E Rybakina         | E Raducanu E Rybakina         | 1                           | r                           |   |   |        |        |        |        |        |  |
|  | WC          | H Baptiste V Williams       | H Baptiste V Williams       | 6           | 6           |  |  |                  |                        | 2                     | T Townsend S Zhang | T Townsend S Zhang | 4 |   |            |                               |                               |                             |                             |   |   |        |        |        |        |        |  |
|  | WC          | E Bouchard C Ngounoue       | E Bouchard C Ngounoue       | 3           | 1           |  |  | WC               | H Baptiste V Williams  | 4                     | 6                  | [6]                |   |   |            |                               |                               |                             |                             |   |   |        |        |        |        |        |  |
|  |             | C Bucșa N Melichar-Martinez | C Bucșa N Melichar-Martinez | 3           | 1           |  |  | 2                | T Townsend S Zhang     | 6                     | 3                  | [10]               |   |   |            |                               |                               |                             |                             |   |   |        |        |        |        |        |  |
|  | 2           | T Townsend S Zhang          | T Townsend S Zhang          | 6           | 6           |  |  |                  |                        |                       |                    |                    |   |   |            |                               |                               |                             |                             |   |   |        |        |        |        |        |  |